# Kremen (Słowenia)
Kremen – wieś w Słowenii, w gminie Krško. W 2018 roku liczyła 221 mieszkańców.